# Андрееску, Аурелиан
Аурелиан Андрееску (рум. Aurelian Andreescu; 12 мая 1942, Бухарест — 22 июля 1986, Констанца) — румынский эстрадный певец, считающийся критиками величайшим голосом в румынской легкой музыке.

## Дискография
- Succese internaționale (1973, Electrecord)
- Cele mai frumoase melodii (1986, Electrecord)
- Aurelian Andreescu (2002)
- Aurelian Andreescu. Muzică de colecție (2007, Jurnalul Național)